# Мартинсен, Свен
Свен Йохан Освальд Мартинсен (норв. Sven Johan Osvald Martinsen, 28 сентября 1900 — 9 сентября 1968) — норвежский борец греко-римского стиля, чемпион Европы.

## Биография
Родился в 1900 году, когда его родители находились в Порвоо (Российская империя). В 1924 году принял участие в Олимпийских играх в Париже, где занял 9-е место, в 1928 году повторил этот результат на Олимпийских играх в Амстердаме. В 1929 году стал чемпионом Европы. На чемпионате Европы 1930 года стал серебряным призёром. В 1933 году завоевал бронзовую медаль чемпионата Европы.